# Lương tối thiểu tại Việt Nam
Lương tối thiểu theo quy định của Bộ Luật lao động do Quốc hội Việt Nam ban hành là mức lương thấp nhất được trả cho người lao động làm công việc giản đơn nhất trong điều kiện lao động bình thường nhằm bảo đảm mức sống tối thiểu của người lao động và gia đình họ, phù hợp với điều kiện phát triển kinh tế - xã hội.

## Năm 1996
Quyết định Số: 385/LĐTBXH-QĐ   của  Bộ trưởng Bộ lao động - Thương binh và xã hội về mức lương tối thiểu đối với người lao động Việt Nam làm việc trong các doanh nghiệp có vốn đầu tư nước ngoài, tổ chức quốc tế tại Việt Nam, có hiệu lực thi hành từ ngày 01 tháng 07 năm 1996. Mức lương tối thiểu đối với người lao động Việt Nam làm công việc giản đơn nhất (không qua đào tạo) với điều kiện lao động, môi trường lao động bình thường trong các doanh nghiệp có vốn đầu tư nước ngoài, các cơ quan, tổ chức nước ngoài, tổ chức quốc tế đóng trên lãnh thổ Việt Nam có thuê mướn lao động là người Việt Nam được quy định và áp dụng như sau:
1. Mức lương tối thiểu không thấp hơn 45 USD/tháng áp dụng đối với doanh nghiệp có vốn đầu tư nước ngoài, cơ quan, tổ chức nước ngoài, tổ chức quốc tế đóng trên địa bàn thành phố Hà Nội và Thành phố Hồ Chí Minh;
2. Mức lương tối thiểu không thấp hơn 40 USD/tháng áp dụng đối với doanh nghiệp có vốn đầu tư nước ngoài, cơ quan, tổ chức nước ngoài, tổ chức quốc tế đóng trên địa bàn thành phố loại II (gồm: thành phố Hải Phòng, Vinh, Huế, Đà Nẵng, Biên Hoà, Cần Thơ) và thành phố Hạ Long, Nha Trang, Vũng Tàu;
3. Mức lương tối thiểu không thấp hơn 35 USD/tháng áp dụng đối với các doanh nghiệp có vốn đầu tư nước ngoài, cơ quan, tổ chức nước ngoài, tổ chức quốc tế đóng trên địa bàn các tỉnh còn lại hoặc các doanh nghiệp sử dụng nhiều lao động giản đơn thuộc các ngành: nông nghiệp, lâm nghiệp, nuôi trồng thủy sản.
4. Mức lương tối thiểu từ 30 USD/tháng đến dưới 35 USD/tháng (ba mươi lăm đôla Mỹ/tháng) được áp dụng đối với một số doanh nghiệp đóng trên địa bàn khó khăn, hạ tầng cơ sở kém, sử dụng nhiều lao động, sản xuất kinh doanh gặp khó khăn, sau khi các doanh nghiệp này có công văn đề nghị và Bộ trưởng Bộ Lao động - Thương binh và Xã hội cho phép được áp dụng.

## Năm 1997
Theo Nghị định 06/CP  ngày 21-1-1997, từ ngày 01 tháng 01 năm 1997 điều chỉnh mức lương tối thiểu và trợ cấp như sau:
1. Nâng mức lương tối thiểu từ 120.000 đồng/tháng theo quy định tại Nghị số 05/CP [5] ngày 26 tháng 01 năm 1994 của Chính phủ lên 144.000 đồng/tháng áp dụng đối với công chức, viên chức hành chính, sự nghiệp, Đảng, đoàn thể, người nghỉ hưu, nghỉ mất sức lao động, lực lượng vũ trang; cán bộ y tế xã, phường hưởng lương; Tăng mức trợ cấp 20% đối với đối tượng hưởng trợ cấp hàng tháng theo chế độ bảo hiểm xã hội.
2. Nâng 20% mức sinh hoạt phí hàng tháng đối với cán bộ xã, phường đang công tác và đã nghỉ hưu so với quy định tại Nghị định số 50/CP [6] ngày 26 tháng 7 năm 1995 của Chính phủ về chế độ sinh hoạt phí của cán bộ xã, phường, thị trấn.
3. Nâng mức trợ cấp, phụ cấp đối với một số đối tượng có công với cách mạng:

- Nâng mức trợ cấp từ 144.000 đồng/tháng lên 200.000 đồng/tháng đối với thân nhân có hai liệt sĩ;
- Trợ cấp thêm 20.000 đồng/tháng đối với thương binh, bệnh binh mất sức lao động từ 81% trở lên. Riêng thương binh, bệnh binh mất sức lao động từ 81% trở lên có vết thương, bệnh tật đặc biệt nặng được nâng mức trợ cấp thêm theo khoản c, Điều 1, Quyết định số 201/TTg [7] ngày 09 tháng 4 năm 1996 của Thủ tướng Chính phủ từ 20.000 đồng/tháng lên 40.000 đồng/tháng;
- Nâng 20% mức phụ cấp hàng tháng đối với người phục vụ thương binh, bệnh binh mất sức lao động từ 81% trở lên;
- Điều chỉnh mức trợ cấp đối với bệnh binh mất sức lao động từ 61% trở lên hưởng trợ cấp hàng tháng theo khoản 1, Điều 46, Nghị định số 28/CP [8] ngày 29 tháng 4 năm 1995 của Chính phủ như sau:

Mức độ mất sức lao động Mức trợ cấp hàng tháng
- - Từ 61% đến 70% sức lao động 65% mức lương quy định = 163.800 đồng
  - Từ 71% đến 80% sức lao động 75% mức lương quy định = 189.000 đồng
  - Từ 81% đến 90% sức lao động 90% mức lương quy định = 226.800 đồng
  - Từ 91% đến 100% sức lao động100% mức lương quy định = 252.000 đồng

FJDSJFJSDFJSP 

## Năm 2000
Theo Nghị định Chính phủ số 175/1999/NĐ-CP  ngày 15-12-1999 và Nghị định 10/2000/NĐ-CP  ngày 27/3/2000, nâng mức tiền lương tối thiểu từ 144.000 đồng/tháng theo quy định tại Nghị định số 06/CP  ngày 21 tháng 01 năm 1997 của Chính phủ lên 180.000 đồng/tháng từ ngày 01-01-2000.

## Năm 2001
Theo Nghị định Chính phủ số 77/2000/NĐ-CP  ngày 15-12-2000, nâng mức lương tối thiểu từ 180.000 đồng/tháng theo quy định tại Nghị định số 175/1999/NĐ-CP ngày 15 tháng 12 năm 1999 và Nghị định số 10/2000/NĐ-CP ngày 27 tháng 3 năm 2000 của Chính phủ lên 210.000 đồng/tháng áp dụng đối với các đối tượng hưởng lương, phụ cấp từ nguồn kinh phí thuộc ngân sách nhà nước và người lao động trong các doanh nghiệp từ ngày 01-01-2001.

## Năm 2003
Theo Nghị định Chính phủ số 03/2003/NĐ-CP  ngày 15-0102003, từ 01 tháng 01 năm 2003 điều chỉnh mức lương tối thiểu, mức trợ cấp và sinh hoạt phí đối với các đối tượng hưởng lương, phụ cấp, trợ cấp và sinh hoạt phí như sau:
1. Nâng mức lương tối thiểu từ 210.000 đồng/tháng theo quy định tại Nghị định số 77/2000/NĐ-CP ngày 15 tháng 12 năm 2000 của Chính phủ lên 290.000 đồng/tháng áp dụng đối với các đối tượng hưởng lương và phụ cấp từ nguồn kinh phí thuộc ngân sách nhà nước và người lao động trong các doanh nghiệp (trừ doanh nghiệp có vốn đầu tư nước ngoài tại Việt Nam).
2. Tăng thêm mức sinh hoạt phí hàng tháng đối với cán bộ xã, phường, thị trấn đang công tác và đã nghỉ hưu quy định tại Nghị định số 77/2000/NĐ-CP ngày 15 tháng 12 năm 2000 của Chính phủ tương ứng với mức tăng lương tối thiểu từ 210.000 đồng/tháng lên 290.000 đồng/tháng.
3. Tăng thêm lương hưu và trợ cấp xã hội hàng tháng so với quy định tại Nghị định số 77/2000/NĐ-CP ngày 15 tháng 12 năm 2000 của Chính phủ như sau:
a) Tăng thêm 46% lương hưu đối với những người nghỉ hưu theo Nghị định số 218/CP  ngày 27 tháng 12 năm 1961 của Chính phủ, Nghị định số 161/CP ngày 30 tháng 10 năm 1964 của Chính phủ và các văn bản sửa đổi, bổ sung ban hành trước ngày 18 tháng 9 năm 1985.
b) Tăng thêm 42% lương hưu đối với những người nghỉ hưu theo Nghị định số 236/HĐBT  ngày 18 tháng 9 năm 1985 của Hội đồng Bộ trưởng (nay là Chính phủ).
c) Tăng thêm 38,1% lương hưu đối với những người nghỉ hưu theo Nghị định số 43/CP  ngày 22 tháng 6 năm 1993, Nghị định số 66/CP ngày 30 tháng 9 năm 1993, Nghị định số 12/CP ngày 26 tháng 01 năm 1995 và Nghị định số 45/CP ngày 15 tháng 7 năm 1995 của Chính phủ.
d) Tăng thêm 38,1% trợ cấp mất sức lao động, trợ cấp bảo hiểm xã hội đối với những người hưởng trợ cấp bảo hiểm xã hội.
4. Tăng thêm 38,1% quỹ trợ cấp, phụ cấp ưu đãi người có công so với quỹ hiện hành (đối tượng của năm 2003) tính theo quy định tại Nghị định số 77/2000/NĐ-CP ngày 15 tháng 12 năm 2000 của Chính phủ.

## Năm 2004
Theo Nghị định Chính phủ số 203/2004/NĐ-CP ngày 14-12-2004, mức lương tối thiểu chung là 290.000 đồng/tháng được thực hiện từ ngày 01 tháng 10 năm 2004.
1.Mức lương tối thiểu chung quy định tại Nghị định này được dùng làm căn cứ tính các mức lương trong hệ thống thang lương, bảng lương, mức phụ cấp lương trong khu vực nhà nước, tính các mức lương ghi trong hợp đồng lao động đối với các doanh nghiệp xây dựng thang lương, bảng lương theo quy định của pháp luật lao động và thực hiện một số chế độ khác cho người lao động theo quy định của pháp luật.
2. Mức lương tối thiểu chung quy định tại Nghị định này áp dụng đối với:
a) Cơ quan nhà nước, đơn vị sự nghiệp, lực lượng vũ trang, tổ chức chính trị, tổ chức chính trị - xã hội;
b) Công ty hoạt động theo Luật Doanh nghiệp nhà nước, gồm: công ty nhà nước; công ty thành viên hạch toán độc lập của Tổng công ty do Nhà nước quyết định đầu tư và thành lập;
c) Công ty, doanh nghiệp hoạt động theo Luật Doanh nghiệp;
d) Các hợp tác xã, tổ hợp tác, trang trại, hộ gia đình, cá nhân và tổ chức khác có thuê mướn lao động.
3. Mức lương tối thiểu chung quy định tại khoản 2, Điều 1 Nghị định này còn được áp dụng để tính khoản trợ cấp thôi việc cho số năm làm việc từ năm 2003 trở đi đối với lao động dôi dư theo Nghị định số 41/2002/NĐ-CP ngày 11 tháng 4 năm 2002 của Chính phủ về chính sách đối với lao động dôi dư do sắp xếp lại doanh nghiệp nhà nước, Nghị định số 155/2004/NĐ-CP ngày 10 tháng 8 năm 2004 của Chính phủ sửa đổi, bổ sung Nghị định số 41/2002/NĐ-CP và đối với người thôi việc do tinh giản biên chế theo Nghị quyết số 16/2000/NQ-CP ngày 18 tháng 10 năm 2000 của Chính phủ về việc tinh giản biên chế trong các cơ quan hành chính, đơn vị sự nghiệp, Nghị quyết số 09/2003/NQ-CP ngày 28 tháng 7 năm 2003 của Chính phủ về sửa đổi, bổ sung Nghị quyết số 16/2000/NQ-CP (số năm làm việc từ năm 2002 trở về trước được tính theo hướng dẫn trước ngày 01 tháng 01 năm 2003).

## Năm 2005
Theo Nghị định Chính phủ số 118/2005/NĐ-CP ngày 15-9-2005, từ ngày 01 tháng 10 năm 2005 nâng mức lương tối thiểu chung từ 290.000 đồng/tháng theo quy định tại Khoản 2 Điều 1 Nghị định số 203/2004/NĐ-CP ngày 14 tháng 12 năm 2004 của Chính phủ quy định mức lương tối thiểu lên 350.000 đồng/tháng.
Mức lương tối thiểu chung quy định tại Nghị định này được dùng làm cơ sở điều chỉnh lương hưu, trợ cấp bảo hiểm xã hội và tính trợ cấp thôi việc, các khoản trích, các chế độ được hưởng tính theo lương tối thiểu chung như sau:
1. Tăng 20,7% trên mức lương hưu, trợ cấp bảo hiểm xã hội hàng tháng được điều chỉnh theo quy định tại Nghị định số 117/2005/NĐ-CP ngày 15 tháng 9 năm 2005 của Chính phủ đối với người hưởng lương hưu, trợ cấp bảo hiểm xã hội trước ngày 01 tháng 10 năm 2005.
2. Tăng 20,7% trên mức trợ cấp của tháng 9 năm 2005 đối với người hưởng trợ cấp bảo hiểm xã hội hàng tháng tính theo mức lương tối thiểu chung.
3. Tính trợ cấp thôi việc cho số tháng làm việc kể từ ngày 01 tháng 10 năm 2005 trở đi đối với lao động dôi dư theo Nghị định số 41/2002/NĐ-CP ngày 11 tháng 4 năm 2002 của Chính phủ về chính sách đối với lao động dôi dư do sắp xếp lại doanh nghiệp Nhà nước, Nghị định số 155/2004/NĐ-CP ngày 10 tháng 8 năm 2004 của Chính phủ sửa đổi, bổ sung Nghị định số 41/2002/NĐ-CP và đối với người thôi việc do tinh giản biên chế theo Nghị quyết số 16/2000/NQ-CP ngày 18 tháng 10 năm 2000 của Chính phủ về việc tinh giản biên chế trong các cơ quan hành chính, đơn vị sự nghiệp, Nghị quyết số 09/2003/NQ-CP ngày 28 tháng 7 năm 2003 của Chính phủ về sửa đổi, bổ sung Nghị quyết số 16/2000/NQ-CP (số năm làm việc từ ngày 30 tháng 9 năm 2005 trở về trước được tính theo hướng dẫn trước ngày 01 tháng 10 năm 2005).
4. Các khoản trích và các chế độ được hưởng tính theo lương tối thiểu chung được tính lại tương ứng.
Thủ tướng Chính phủ cũng ký Nghị định 117 về việc điều chỉnh lương hưu và trợ cấp bảo hiểm xã hội. Từ ngày 1-10-2005 đến ngày 30-9-2006, mức lương hưu, trợ cấp bảo hiểm xã hội hàng tháng đối với các đối tượng hưởng lương hưu, trợ cấp bảo hiểm xã hội hàng tháng được điều chỉnh như sau: đối với cán bộ, công chức, công nhân, viên chức nghỉ hưu, tăng 10% trên mức lương hưu hiện hưởng đối với người có mức lương trước khi nghỉ hưu dưới 390 đồng/tháng; tăng 8% trên mức lương hưu hiện hưởng đối với người có mức lương trước khi nghỉ hưu từ 390 đồng/tháng trở lên, tăng 10% trên mức trợ cấp hiện hưởng đối với người đang hưởng trợ cấp mất sức lao động hàng tháng; người hưởng trợ cấp hàng tháng; công nhân cao su đang hưởng trợ cấp hàng tháng; cán bộ xã, phường, thị trấn đang hưởng lương hưu, trợ cấp bảo hiểm xã hội hàng tháng...

## Năm 2006
Ngày 11.9, Văn phòng Chính phủ đã công bố Nghị định 94/2006/NĐ-CP của Chính phủ được Thủ tướng Nguyễn Tấn Dũng ký trước đó 4 ngày (7.9) điều chỉnh mức lương tối thiểu chung. Theo Nghị định này, kể từ ngày 1.10.2006, mức lương tối thiểu chung hiện hành (được quy định tại Nghị định số 118/2005/NĐ-CP ngày 15.9.2005 của Chính phủ) từ 350.000 đồng/tháng lên 450.000 đồng/tháng.

## Năm 2008
Chính phủ ban hành ba Nghị định 166, 167 và 168/2007/NĐ-CP, ngày 16/11/2007 về mức lương tối thiểu chung cho người lao động. Từ 1-1-2008, người lao động thuộc khối cơ quan nhà nước, lực lượng vũ trang, tổ chức chính trị, tổ chức chính trị - xã hội sẽ được hưởng mức lương tối thiểu là 540.000 đồng/tháng (tăng 20% so với mức lương tối thiểu là 450.000 đồng).
Đối với lao động Việt Nam làm việc cho doanh nghiệp có vốn đầu tư nước ngoài (FDI), cơ quan, tổ chức nước ngoài, tổ chức quốc tế và cá nhân người nước ngoài tại Việt Nam, Chính phủ cũng có nghị định điều chỉnh mức lương tối thiểu theo hướng tăng lên.
Cụ thể, tăng lên:
Mức 1 triệu đồng/tháng đối với doanh nghiệp hoạt động trên địa bàn các quận thuộc TP Hà Nội, TP.HCM.
Mức 900.000 đồng/tháng áp dụng đối với doanh nghiệp hoạt động trên địa bàn các huyện thuộc TP Hà Nội, Thành phố Hồ Chí Minh; các quận thuộc TP Hải Phòng; TP Hạ Long thuộc tỉnh Quảng Ninh; TP Biên Hòa, thị xã Long Khánh, các huyện Nhơn Trạch, Long Thành, Vĩnh Cửu và Trảng Bom thuộc tỉnh Đồng Nai; thị xã Thủ Dầu Một, các huyện Thuận An, Dĩ An, Bến Cát và Tân Uyên thuộc tỉnh Bình Dương; TP Vũng Tàu thuộc tỉnh Bà Rịa – Vũng Tàu (tạm gọi vùng 2).
Mức 800.000 đồng/tháng áp dụng đối với doanh nghiệp hoạt động trên các địa bàn còn lại.
Đối với người lao động làm việc ở công ty, doanh nghiệp, hợp tác xã, tổ hợp tác, trang trại, hộ gia đình, cá nhân và các tổ chức khác của Việt Nam có thuê mướn lao động, Chính phủ quy định:
Mức 620.000 đồng/tháng áp dụng đối với doanh nghiệp hoạt động trên địa bàn các quận thuộc TP Hà Nội, Thành phố Hồ Chí Minh.
Mức 580.000 đồng/tháng áp dụng đối với doanh nghiệp hoạt động trên địa bàn vùng 2.
Mức 540.000 đồng/tháng áp dụng đối với doanh nghiệp hoạt động trên các địa bàn còn lại.
Chính phủ khuyến khích các doanh nghiệp thực hiện mức lương tối thiểu cao hơn mức lương tối thiểu vùng mà Chính phủ quy định. Riêng với người lao động đã qua học nghề (kể cả lao động do doanh nghiệp tự dạy nghề), Chính phủ yêu cầu phải trả mức lương cho họ cao hơn ít nhất 7% so với mức lương tối thiểu vùng đã quy định...

## Năm 2009
Chiều 13/10, Bộ LĐ - TB và XH họp báo giới thiệu nội dung, từ ngày 1/1/2009, mức lương tối thiểu vùng được thực hiện theo Nghị định số 110/2008/NĐ-CP ngày 10/10/2008 và Nghị định số 111/2008/NĐ-CP quy định mức lương tối thiểu vùng đối với người lao động làm việc ở các doanh nghiệp trong nước và doanh nghiệp FDI. 
Doanh nghiệp trong nước đó là các công ty, doanh nghiệp, hợp tác xã, tổ hợp tác, trang trại, hộ gia đình, cá nhân và các tổ chức khác của Việt Nam có thuê mướn lao động.
Doanh nghiệp FDI là các doanh nghiệp có vốn đầu tư nước ngoài, cơ quan, tổ chức nước ngoài, tổ chức quốc tế và cá nhân người nước ngoài tại Việt Nam của Chính phủ.
Theo đó, các mức lương tối thiểu vùng được áp dụng như sau:
Vùng I: Đối với doanh nghiệp trong nước là 800.000 đồng/tháng; Đối với doanh nghiệp FDI là 1.200.000 đồng/tháng.
Vùng II: Đối với doanh nghiệp trong nước là 740.000 đồng/tháng; Đối với doanh nghiệp FDI là 1.080.000 đồng/tháng.
Vùng III: Đối với doanh nghiệp trong nước là 690.000 đồng/tháng; Đối với doanh nghiệp FDI là 950.000 đồng/tháng.
Vùng IV: Đối với doanh nghiệp trong nước là 650.000 đồng/tháng; Đối với doanh nghiệp FDI là 920.000 đồng/tháng.
Ngày 6/4, Chính phủ đã ban hành Nghị định 33/2009/NĐ-CP quy định mức lương tối thiểu chung thực hiện từ ngày 1/5/2009 là 650.000 đồng/ tháng.
Mức lương tối thiểu chung này được áp dụng đối với bốn loại hình cơ quan, đơn vị, tổ chức, bao gồm: 
- Các cơ quan nhà nước, lực lượng vũ trang, tổ chức chính trị, tổ chức chính trị - xã hội; 
- Các đơn vị sự nghiệp của Nhà nước, đơn vị sự nghiệp của tổ chức chính trị, tổ chức chính trị - xã hội, đơn vị sự nghiệp ngoài công lập được thành lập và hoạt động theo quy định của pháp luật; 
- Các công ty được thành lập, tổ chức quản lý và hoạt động theo Luật Doanh nghiệp nhà nước.
- Các công ty TNHH một thành viên do Nhà nước sở hữu 100% vốn điều lệ được tổ chức quản lý và hoạt động theo Luật Doanh nghiệp.
Mức lương tối thiểu chung được dùng làm cơ sở để tính các mức lương trong hệ thống thang lương, bảng lương, mức phụ cấp lương và thực hiện một số chế độ khác theo quy định của pháp luật ở bốn loại hình cơ quan, đơn vị tổ chức trên; cũng như được dùng để tính trợ cấp kể từ ngày 1/5/2009 đối với lao động dôi dư theo Nghị định số 110/2007/NĐ-CP ngày 26/6/2007 của Chính phủ về chính sách đối với người lao động dôi dư do sắp xếp lại công ty nhà nước và tính các khoản trích và các chế độ được hưởng tính theo lương tối thiểu chung.
Từ ngày 1/5/2009, lương hưu, trợ cấp bảo hiểm xã hội và trợ cấp hàng tháng sẽ được tăng thêm 5% đối với 5 nhóm đối tượng, bao gồm:
-Cán bộ, công chức, công nhân, viên chức và người lao động; quân nhân, công an nhân dân và người làm công tác cơ yếu đang hưởng lương hưu hàng tháng.
-Cán bộ xã, phường, thị trấn quy định tại Nghị định số 121/2003/NĐ-CP ngày 21/10/2003 của Chính phủ và Nghị định số 09/1998/NĐ-CP ngày 23/1/1998 của Chính phủ đang hưởng lương hưu và trợ cấp hàng tháng.
-Người đang hưởng trợ cấp mất sức lao động hàng tháng; người đang hưởng trợ cấp hàng tháng theo Quyết định 91/2000/QĐ-TTg ngày 4/8/2000 của Thủ tướng Chính phủ; công nhân cao su đang hưởng trợ cấp hàng tháng.
-Cán bộ xã, phường, thị trấn đang hưởng trợ cấp hàng tháng theo Quyết định số 130/CP ngày 20/6/1975 của Hội đồng Chính phủ và Quyết định số 111-HĐBT ngày 13/10/1981 của Hội đồng Bộ trưởng.
-Quân nhân đã phục viên, xuất ngũ đang hưởng chế độ chợ cấp hàng tháng quy định tại Quyết định số 142/2008/QĐ-TTg ngày 27/10/2008 của Thủ tướng Chính phủ.
Các địa phương thuộc vùng II, III, IV
Vùng II: Một số huyện, thị xã ngoại thành Hà Nội, Thành phố Hồ Chí Minh, các quận, huyện thuộc TP Hải Phòng, Đà Nẵng, Cần Thơ, TP Hạ Long, Quảng Ninh, TP Biên Hòa, thị xã Long Khánh và các huyện Nhơn Trạch, Long Thành, Vĩnh Cửu, Trảng Bom thuộc tỉnh Đồng Nai; thị xã Thủ Dầu Một và các huyện Thuận An, Dĩ An, Bến Cát, Tân Uyên thuộc tỉnh Bình Dương; TP Vũng Tàu, thị xã Bà Rịa và thị xã Phú Mỹ thuộc tỉnh Bà Rịa – Vũng Tàu.
Vùng III: Các TP trực thuộc tỉnh, các huyện còn lại thuộc Hà Nội; thị xã Từ Sơn và các huyện Quế Võ, Tiên Du, Yên Phong (Bắc Ninh); các huyện Việt Yên, Yên Dũng thuộc Bắc Giang; huyện Hoành Bồ, Quảng Ninh; Thị xã Hưng Yên và các huyện Mỹ Hào, Văn Lâm, Văn Giang, Yên Mỹ thuộc tỉnh Hưng Yên; các huyện Cẩm Giàng, Nam Sách, Chí Linh, Kim Thành, Kinh Môn, Gia Lộc, Bình Giang, Tứ Kỳ thuộc tỉnh Hải Dương; thị xã Phúc Yên, huyện Bình Xuyên thuộc Vĩnh Phúc; các huyện còn lại thuộc TP Hải Phòng; các thị xã Uông Bí, Cẩm Phả thuộc Quảng Ninh; các huyện Điện Bàn, Đại Lộc thuộc Quảng Nam; thị xã Bảo Lộc thuộc tỉnh Lâm Đồng; thị xã Cam Ranh, Khánh Hòa; huyện Trảng Bàng, Tây Ninh; thị xã Đồng Xoài và các huyện Chơn Thành, Đồng Phú thuộc tỉnh Bình Phước; các huyện còn lại thuộc tỉnh Bình Dương; các huyện còn lại thuộc tỉnh Đồng Nai; TP Tân An và các huyện Đức Hòa, Bến Lức, Cần Đước, Cần Giuộc thuộc Long An; các huyện thuộc TP Cần Thơ; các huyện Châu Đức, Long Điền, Đất Đỏ, Xuyên Mộc thuộc tỉnh Bà Rịa – Vũng Tàu.
Vùng IV là những địa phương còn lại.

## Năm 2010

### 01/01/2010
Chính phủ đã ban hành Nghị định 97/2009/NĐ-CP quy định mức lương tối thiểu vùng đối với doanh nghiệp trong nước và Nghị định 98/2009/NĐ-CP quy định mức lương tối thiểu vùng đối với lao động Việt Nam làm việc cho doanh nghiệp có vốn đầu tư nước ngoài, cơ quan, tổ chức nước ngoài, tổ chức quốc tế và cá nhân nước ngoài tại Việt Nam, áp dụng từ ngày 01/01/2010.
Nghị định 97, các đối tượng chịu điều chỉnh là người lao động làm việc ở công ty, doanh nghiệp, hợp tác xã, tổ hợp tác, trang trại, hộ gia đình, cá nhân và các tổ chức khác của Việt Nam. Mức lương tối thiểu sẽ chia thành 4 vùng, sát với mức tiền công, tiền lương và mức sống tại vùng đó. Cụ thể: vùng I là 980.000 đồng/tháng; vùng II: 880.000 đồng/tháng; vùng III: 810.000 đồng/ tháng; vùng IV: 730.000 đồng/tháng. Tại Nghị định 98, lao động tại doanh nghiệp có vốn đầu tư nước ngoài được quy định: vùng I là 1.340.000 đồng/ tháng; vùng II: 1.190.000 đồng/tháng; vùng III: 1.040.000 đồng/tháng; vùng IV: 1.000.000 đồng/tháng.
Lúc trước, mức lương tối thiểu vùng đang áp dụng đối với doanh nghiệp trong nước lần lượt theo từng vùng là 800.000; 740.000; 690.000; 650.000 đồng /tháng và đối với doanh nghiệp có vốn đầu tư nước ngoài là 1.200.000; 1.080.000; 950.000; 920.000 đồng/tháng.

### 01/05/2010
Ngày 25.3; Thủ tướng Nguyễn Tấn Dũng ký Nghị định số 28/2010/NĐ-CP quy định mức lương tối thiểu chung. Ngày 1.5.2010 tăng từ 650.000 lên 730.000 đ/tháng, tăng 80.000đ.
Lương hưu, trợ cấp bảo hiểm xã hội và trợ cấp hàng tháng cũng được tăng thêm 12,3%.
Mức lương này được áp dụng đối với: Cơ quan nhà nước, lực lượng vũ trang, tổ chức chính trị, tổ chức chính trị - xã hội; đơn vị sự nghiệp của Nhà nước, đơn vị sự nghiệp của tổ chức chính trị - xã hội, đơn vị sự nghiệp ngoài công lập; công ty được thành lập, tổ chức quản lý và hoạt động theo Luật Doanh nghiệp Nhà nước (DNNN) và công ty TNHH 1 thành viên do Nhà nước sở hữu 100% vốn điều lệ được tổ chức quản lý và hoạt động theo Luật Doanh nghiệp và hoạt động theo quy định của pháp luật.
Nó còn được dùng làm cơ sở để tính các mức lương trong hệ thống thang lương, bảng lương, mức phụ cấp lương và thực hiện một số chế độ khác theo quy định của pháp luật...
Đồng thời, được dùng để tính trợ cấp từ ngày 1/5/2010 đối với lao động dôi dư do sắp xếp lại công ty nhà nước theo Nghị định 110/2007/NĐ-CP ngày 26/6/2007; ngoài ra, dùng để tính các khoản trích và các chế độ được hưởng tính theo lương tối thiểu chung.
Theo Nghị định số 29/2010/NĐ-CP ngày 25/3/2010, từ ngày 1/5/2010, lương hưu, trợ cấp bảo hiểm xã hội (BHXH) và trợ cấp hàng tháng sẽ được tăng thêm 12,3% đối với 5 nhóm đối tượng:Cán bộ, công chức, công nhân, viên chức, người lao động; quân nhân, công an nhân dân và người làm công tác cơ yếu đang hưởng lương hưu hàng tháng.
Cán bộ xã, phường, thị trấn quy định tại Nghị định 92/2009/NĐ-CP ngày 22/10/2009, Nghị định 121/2003/NĐ-CP ngày 21/10/2003 và Nghị định 09/1998/NĐ-CP ngày 23/1/1998 đang hưởng lương hưu và trợ cấp hàng tháng.
Người đang hưởng trợ cấp mất sức lao động hàng tháng; người đang hưởng trợ cấp hàng tháng theo Quyết định 91/2000/Đ-TTg ngày 4/8/2000; công nhân cao su đang hưởng trợ cấp hàng tháng.
Cán bộ xã, phường, thị trấn đang hưởng trợ cấp hàng tháng theo Quyết định số 130/CP ngày 20/6/1975 của Hội đồng Chính phủ và Quyết định số 111-HĐBT ngày 13/10/1981 của Hội đồng Bộ trưởng.
Quân nhân đang hưởng chế độ trợ cấp hàng tháng quy định tại Quyết định số 142/2008/QĐ-TTg ngày 27/10/2008.
Kinh phí thực hiện tăng lương hưu, trợ cấp được Ngân sách Nhà nước và Quỹ BHXH bảo đảm.

## Năm 2011
Ngày 29 tháng 10 năm 2010 Thủ tướng Nguyễn Tấn Dũng đã ký Nghị định số 108/2010/NĐ-CP về việc quy định mức lương tối thiểu vùng đối với người lao động làm việc ở công ty, doanh nghiệp, hợp tác xã, tổ hợp tác, trang trại, hộ gia đình, cá nhân và các tổ chức khác của Việt Nam có thuê mướn lao động. Mức lương tối thiểu vùng cụ thể: Mức 1.350.000 đồng/tháng áp dụng với các doanh nghiệp hoạt động trên địa bàn thuộc vùng I. Mức 1.200.000 đồng/tháng áp dụng với các doanh nghiệp hoạt động trên địa bàn thuộc vùng II. Mức 1.050.000 đồng/tháng áp dụng với các doanh nghiệp hoạt động trên địa bàn thuộc vùng III. Mức 830.000 đồng/tháng áp dụng với các doanh nghiệp hoạt động trên địa bàn thuộc vùng IV.
Nghị định Số: 22/2011/NĐ-CP Quy định mức lương tối thiểu chung thực hiện từ ngày 01 tháng 5 năm 2011 là 830.000 đồng/tháng, áp dụng đối với cán bộ, công chức, viên chức, các đối tượng thuộc lực lượng vũ trang và người lao động làm việc ở các cơ quan, đơn vị, tổ chức:
1. Cơ quan nhà nước, lực lượng vũ trang, tổ chức chính trị, tổ chức chính trị - xã hội.
2. Đơn vị sự nghiệp của Nhà nước; đơn vị sự nghiệp của tổ chức chính trị, tổ chức chính trị - xã hội.
3. Công ty trách nhiệm hữu hạn một thành viên do Nhà nước làm chủ sở hữu được tổ chức quản lý và hoạt động theo Luật Doanh nghiệp.

Nghị định này có hiệu lực thi hành kể từ ngày 19 tháng 5 năm 2011.
Các quy định nêu tại Nghị định này được tính hưởng từ ngày 01 tháng 5 năm 2011. Bãi bỏ Nghị định số 28/2010/NĐ-CP ngày 25 tháng 3 năm 2010 của Chính phủ quy định mức lương tối thiểu chung. Các công ty, tổ chức quy định tại khoản 3, Điều 6 Nghị định số 108/2010/NĐ-CP ngày 29 tháng 10 năm 2010 của Chính phủ được áp dụng mức lương tối thiểu chung quy định tại Nghị định này để tính đơn giá tiền lương, trong đó nếu bảo đảm các điều kiện quy định tại Điều 4 Nghị định số 206/2004/NĐ-CP ngày 14 tháng 12 năm 2004 của Chính phủ thì được áp dụng hệ số điều chỉnh tăng thêm không quá 1,1 lần so với mức lương tối thiểu chung; trường hợp bảo đảm các điều kiện quy định tại Điều 4 Nghị định số 206/2004/NĐ-CP và có lợi nhuận kế hoạch cao hơn từ 5% trở lên so với lợi nhuận thực hiện của năm trước liền kề thì áp dụng hệ số điều chỉnh tăng thêm tối đa không quá 1,7 lần so với mức lương tối thiểu chung.

## Năm 2012
Nghị định 31/2012/NĐ-CP quy định mức lương tối thiểu chung thực hiện từ ngày 01 tháng 5 năm 2012 là 1.050.000 đồng/tháng, áp dụng đối với cán bộ, công chức, viên chức, các đối tượng thuộc lực lượng vũ trang và người lao động làm việc ở các cơ quan, đơn vị, tổ chức:
1. Cơ quan nhà nước, lực lượng vũ trang, tổ chức chính trị, tổ chức chính trị - xã hội.
2. Đơn vị sự nghiệp của Nhà nước; đơn vị sự nghiệp của tổ chức chính trị, tổ chức chính trị - xã hội.
3. Công ty trách nhiệm hữu hạn một thành viên do Nhà nước làm chủ sở hữu được tổ chức quản lý và hoạt động theo Luật doanh nghiệp.

Nghị định này có hiệu lực thi hành kể từ ngày 01 tháng 6 năm 2012. Các quy định nêu tại Nghị định này được tính hưởng từ ngày 01 tháng 5 năm 2012. Bãi bỏ Nghị định số 22/2011/NĐ-CP ngày 04 tháng 4 năm 2011 của Chính phủ quy định mức lương tối thiểu chung.

## Năm 2013
Theo Nghị định 66/2013/NĐ-CP về mức lương cơ sở, mức lương tối thiểu chung sẽ chính thức tăng 100.000 đồng từ ngày 1/7/2013.
Như vậy, tiền lương làm căn cứ trong các cơ quan, đơn vị nhà nước và tiền lương làm căn cứ đóng BHYT sẽ thực hiện theo mức 1.150.000 đồng/tháng.
Nghị định 66 thay thế Nghị định 31/2012/NĐ-CP về lương tối thiểu chung.

## Năm 2014
Chính phủ vừa ban hành Nghị định 182/2013/NĐ-CP quy định mức lương tối thiểu vùng đối với người lao động làm việc ở doanh nghiệp, hợp tác xã, tổ hợp tác, trang trại, hộ gia đình, cá nhân và các cơ quan, tổ chức có thuê mướn lao động, thay thế Nghị định 103/2012/NĐ-CP  ngày 4-12-2012.
Đối tượng áp dụng gồm: Doanh nghiệp thành lập, tổ chức quản lý và hoạt động theo Luật Doanh nghiệp (kể cả doanh nghiệp có vốn đầu tư nước ngoài tại Việt Nam); hợp tác xã, liên hiệp hợp tác xã, tổ hợp tác, trang trại, hộ gia đình, cá nhân và các tổ chức khác của Việt Nam có thuê mướn lao động; cơ quan, tổ chức nước ngoài, tổ chức quốc tế và cá nhân người nước ngoài tại Việt Nam có thuê mướn lao động (trừ trường hợp điều ước quốc tế mà Cộng hòa xã hội chủ nghĩa Việt Nam là thành viên có quy định khác với quy định của Nghị định này).
Mức lương tối thiểu vùng áp dụng đối với doanh nghiệp từ ngày 1-1-2014 tới đây như sau: Vùng I: 2.700.000 đồng/tháng; vùng II: 2.400.000 đồng/tháng; vùng III: 2.100.000 đồng/tháng; vùng IV: 1.900.000 đồng/tháng.
Nghị định cũng nêu rõ, mức lương tối thiểu vùng như trên là cơ sở để doanh nghiệp và người lao động thỏa thuận tiền lương, bảo đảm mức tiền lương tính theo tháng trả cho người lao động chưa qua đào tạo làm công việc đơn giản nhất trong điều kiện lao động bình thường, bảo đảm đủ thời giờ làm việc bình thường trong tháng và hoàn thành định mức lao động hoặc công việc đã thỏa thuận không được thấp hơn mức lương tối thiểu vùng.
Mức lương thấp nhất trả cho người lao động đã qua học nghề (kể cả lao động do doanh nghiệp tự dạy nghề) phải cao hơn ít nhất 7% so với mức lương tối thiểu vùng.
Căn cứ vào mức lương tối thiểu vùng nêu trên, doanh nghiệp xác định, điều chỉnh các mức lương trong thang lương, bảng lương của doanh nghiệp và mức lương ghi trong hợp đồng lao động của người lao động cho phù hợp với quy định của pháp luật lao động.
Cũng theo Nghị định, khuyến khích các doanh nghiệp thỏa thuận, trả lương cho người lao động cao hơn mức lương tối thiểu vùng quy định.
Nghị định 182/2013/NĐ-CP có hiệu lực thi hành từ ngày 31-12-2013. Mức lương tối thiểu vùng quy định tại Nghị định này được áp dụng từ ngày 1-1-2014.

## Năm 2015
Ngày 11/11/2014, Chính phủ ban hành Nghị định số 103/2014/NĐ-CP quy định về mức lương tối thiểu vùng mới đối với NLĐ làm việc ở DN, HTX, tổ hợp tác, trang trại, hộ gia đình, cá nhân và các cơ quan tổ chức có thuê mướn lao động. Theo đó, mức lương tối thiểu vùng áp dụng đối với doanh nghiệp từ ngày 1/1/2015 tới đây như sau: Vùng I: 3.100.000 đồng/tháng; vùng II: 2.750.000 đồng/tháng; vùng III: 2.400.000 đồng/tháng; vùng IV: 2.150.000 đồng/tháng.

## Năm 2016
Ngày 14 tháng 11 năm 2015, Chính phủ ban hành Nghị định số số 122/2015/NĐ-CP quy định mức lương tối thiểu vùng đối với người lao động làm việc ở doanh nghiệp, liên hiệp hợp tác xã, hợp tác xã, tổ hợp tác, trang trại, hộ gia đình, cá nhân và các cơ quan, tổ chức có sử dụng lao động theo hợp đồng lao động. Theo đó, mức lương tối thiểu áp dụng từ 01/01/2016 được quy định như sau:
- Mức 3.500.000 đồng/tháng, áp dụng đối với doanh nghiệp hoạt động trên địa bàn thuộc vùng I.
- Mức 3.100.000 đồng/tháng, áp dụng đối với doanh nghiệp hoạt động trên địa bàn thuộc vùng II.
- Mức 2.700.000 đồng/tháng, áp dụng đối với doanh nghiệp hoạt động trên địa bàn thuộc vùng III.
- Mức 2.400.000 đồng/tháng, áp dụng đối với doanh nghiệp hoạt động trên địa bàn thuộc vùng IV.

## Năm 2017
Ngày 14 tháng 11 năm 2016, Chính phủ ban hành Nghị định số số 153/2016/NĐ-CP quy định mức lương tối thiểu vùng áp dụng đối với người lao động làm việc theo hợp đồng lao động. Cụ thể, mức lương tối thiểu áp dụng từ 01/01/2017 được quy định như sau:
- Mức 3.750.000 đồng/tháng, áp dụng đối với doanh nghiệp hoạt động trên địa bàn thuộc vùng I.
- Mức 3.320.000 đồng/tháng, áp dụng đối với doanh nghiệp hoạt động trên địa bàn thuộc vùng II.
- Mức 2.900.000 đồng/tháng, áp dụng đối với doanh nghiệp hoạt động trên địa bàn thuộc vùng III.
- Mức 2.580.000 đồng/tháng, áp dụng đối với doanh nghiệp hoạt động trên địa bàn thuộc vùng IV.

## Năm 2018
Ngày 7 tháng 12 năm 2017, Chính phủ ban hành Nghị định số số 141/2017/NĐ-CP quy định mức lương tối thiểu vùng áp dụng đối với người lao động làm việc theo hợp đồng lao động. Cụ thể, mức lương tối thiểu áp dụng từ 01/01/2018 được quy định như sau:
- Mức 3.980.000 đồng/tháng, áp dụng đối với doanh nghiệp hoạt động trên địa bàn thuộc vùng I.
- Mức 3.530.000 đồng/tháng, áp dụng đối với doanh nghiệp hoạt động trên địa bàn thuộc vùng II.
- Mức 3.090.000 đồng/tháng, áp dụng đối với doanh nghiệp hoạt động trên địa bàn thuộc vùng III.
- Mức 2.760.000 đồng/tháng, áp dụng đối với doanh nghiệp hoạt động trên địa bàn thuộc vùng IV.

## Năm 2019
Ngày 16 tháng 11 năm 2018, Chính phủ ban hành Nghị định số số 157/2018/NĐ-CP quy định mức lương tối thiểu vùng áp dụng đối với người lao động làm việc theo hợp đồng lao động. Cụ thể, mức lương tối thiểu áp dụng từ 01/01/2019 được quy định như sau:
- Mức 4.180.000 đồng/tháng, áp dụng đối với doanh nghiệp hoạt động trên địa bàn thuộc vùng I;
- Mức 3.710.000 đồng/tháng, áp dụng đối với doanh nghiệp hoạt động trên địa bàn thuộc vùng II;
- Mức 3.250.000 đồng/tháng, áp dụng đối với doanh nghiệp hoạt động trên địa bàn thuộc vùng III;
- Mức 2.920.000 đồng/tháng, áp dụng đối với doanh nghiệp hoạt động trên địa bàn thuộc vùng IV.

## Năm 2020
Ngày 15 tháng 11 năm 2019, Chính phủ ban hành Nghị định số số 90/2019/NĐ-CP quy định mức lương tối thiểu vùng áp dụng đối với người lao động làm việc theo hợp đồng lao động. Cụ thể, mức lương tối thiểu áp dụng từ 01/01/2020 được quy định như sau:
- Mức 4.420.000 đồng/tháng, áp dụng đối với doanh nghiệp hoạt động trên địa bàn thuộc vùng I;
- Mức 3.920.000 đồng/tháng, áp dụng đối với doanh nghiệp hoạt động trên địa bàn thuộc vùng II;
- Mức 3.430.000 đồng/tháng, áp dụng đối với doanh nghiệp hoạt động trên địa bàn thuộc vùng III;
- Mức 3.070.000 đồng/tháng, áp dụng đối với doanh nghiệp hoạt động trên địa bàn thuộc vùng IV.

## Năm 2021
Ngày 28 tháng 08 năm 2020, Hội đồng Tiền lương Quốc gia đã có Báo cáo số 06/BC-HĐTLQG khuyến nghị Chính phủ tiếp tục duy trì đến hết năm 2021 áp dụng mức lương tối thiểu theo tháng hiện hành (chưa điều chỉnh mức lương tối thiểu hiện hành tại Nghị định số Nghị định 90/2019/NĐ-CP  ngày 15 tháng 11 năm 2019 của Chính phủ). Cụ thể, mức lương tối thiểu áp dụng cho năm 2021 như sau:
| Mức lương            | Địa bàn áp dụng                                    |
| 4.420.000 đồng/tháng | Doanh nghiệp hoạt động trên địa bàn thuộc vùng I   |
| 3.920.000 đồng/tháng | Doanh nghiệp hoạt động trên địa bàn thuộc vùng II  |
| 3.430.000 đồng/tháng | Doanh nghiệp hoạt động trên địa bàn thuộc vùng III |
| 3.070.000 đồng/tháng | Doanh nghiệp hoạt động trên địa bàn thuộc vùng IV  |

## Năm 2022
Ngày 12/6/2022, Chính phủ ban hành Nghị định 38/2022/NĐ-CP quy định mức lương tối thiểu đối với người lao động làm việc theo hợp đồng lao động được áp dụng từ ngày 01/7/2022:
| Mức lương            | Địa bàn áp dụng                                    |
| 22.500 đồng/giờ      | Doanh nghiệp hoạt động trên địa bàn thuộc vùng I   |
| 4.420.000 đồng/tháng | Doanh nghiệp hoạt động trên địa bàn thuộc vùng I   |
| 20.000 đồng/giờ      | Doanh nghiệp hoạt động trên địa bàn thuộc vùng II  |
| 3.920.000 đồng/tháng | Doanh nghiệp hoạt động trên địa bàn thuộc vùng II  |
| 17.500 đồng/giờ      | Doanh nghiệp hoạt động trên địa bàn thuộc vùng III |
| 3.430.000 đồng/tháng | Doanh nghiệp hoạt động trên địa bàn thuộc vùng III |
| 15.600 đồng/giờ      | Doanh nghiệp hoạt động trên địa bàn thuộc vùng IV  |
| 3.070.000 đồng/tháng | Doanh nghiệp hoạt động trên địa bàn thuộc vùng IV  |

Mức lương tối thiểu vùng chính thức tăng thêm 6% đáp ứng mong mỏi sau hơn hai năm chưa được điều chỉnh của người lao động. Tuy nhiên, trong bối cảnh giá cả, lạm phát tăng cao, các chuyên gia nhận định, đời sống của người lao động sẽ tiếp tục khó khăn.

## Năm 2024
Theo dự kiến, từ ngày 01/7/2024, mức lương tối thiểu vùng sẽ tăng thêm 6% so với hiện nay (mức lương tối thiểu vùng hiện nay được áp dụng theo Nghị định 38/2022/NĐ-CP. Cụ thể, nếu tăng mức lương tối thiểu vùng lên 6% thì mức lương dự kiến sẽ là:
- Lương tối thiểu Vùng 1: 4.960.000 đồng;
- Lương tối thiểu Vùng 2: 4.410.000 đồng;
- Lương tối thiểu Vùng 3: 3.860.000 đồng
- Lương tối thiểu Vùng 4: 3.450.000 đồng.

## Nhận xét
Lương tối thiểu tại Việt Nam, theo Đại biểu Quốc hội Trần Thanh Hải, Chủ tịch Liên đoàn Lao động TPHCM: "Tổng Liên đoàn Lao động Việt Nam đã có khảo sát, với mức lương hiện tại mới chỉ đáp ứng được 65-70% mức sống tối thiểu của người lao động." (14.06.2013)